# 2013年
2013年（2013 ねん）は、西暦（グレゴリオ暦）による、火曜日から始まる平年。平成25年。
この項目では、国際的な視点に基づいた2013年について記載する。

## 他の紀年法
- 干支：癸巳（みずのと み）
- 日本（月日は一致）
  - 平成25年
  - 皇紀2673年
- 大韓民国（月日は一致）
  - 檀紀4346年
- 中華民国（月日は一致）
  - 中華民国102年
- 朝鮮民主主義人民共和国（月日は一致）
  - 主体102年
- 仏滅紀元：2555年閏9月4日 - 2556年閏9月14日
- イスラム暦：1434年2月18日 - 1435年2月27日
- ユダヤ暦：5773年4月19日 - 5774年4月28日
- Unix Time：1356998400 - 1388534399
- 修正ユリウス日(MJD)：56293 - 56657
- リリウス日(LD)：157134 - 157498

## カレンダー
| 1月 |    |    |    |    |    |    |
| 日  | 月 | 火 | 水 | 木 | 金 | 土 |
|     |    | 1  | 2  | 3  | 4  | 5  |
| 6   | 7  | 8  | 9  | 10 | 11 | 12 |
| 13  | 14 | 15 | 16 | 17 | 18 | 19 |
| 20  | 21 | 22 | 23 | 24 | 25 | 26 |
| 27  | 28 | 29 | 30 | 31 |    |    |
|     |    |    |    |    |    |    |

| 2月 |    |    |    |    |    |    |
| 日  | 月 | 火 | 水 | 木 | 金 | 土 |
|     |    |    |    |    | 1  | 2  |
| 3   | 4  | 5  | 6  | 7  | 8  | 9  |
| 10  | 11 | 12 | 13 | 14 | 15 | 16 |
| 17  | 18 | 19 | 20 | 21 | 22 | 23 |
| 24  | 25 | 26 | 27 | 28 |    |    |
|     |    |    |    |    |    |    |

| 3月 |    |    |    |    |    |    |
| 日  | 月 | 火 | 水 | 木 | 金 | 土 |
|     |    |    |    |    | 1  | 2  |
| 3   | 4  | 5  | 6  | 7  | 8  | 9  |
| 10  | 11 | 12 | 13 | 14 | 15 | 16 |
| 17  | 18 | 19 | 20 | 21 | 22 | 23 |
| 24  | 25 | 26 | 27 | 28 | 29 | 30 |
| 31  |    |    |    |    |    |    |
|     |    |    |    |    |    |    |

| 4月 |    |    |    |    |    |    |
| 日  | 月 | 火 | 水 | 木 | 金 | 土 |
|     | 1  | 2  | 3  | 4  | 5  | 6  |
| 7   | 8  | 9  | 10 | 11 | 12 | 13 |
| 14  | 15 | 16 | 17 | 18 | 19 | 20 |
| 21  | 22 | 23 | 24 | 25 | 26 | 27 |
| 28  | 29 | 30 |    |    |    |    |
|     |    |    |    |    |    |    |

| 5月 |    |    |    |    |    |    |
| 日  | 月 | 火 | 水 | 木 | 金 | 土 |
|     |    |    | 1  | 2  | 3  | 4  |
| 5   | 6  | 7  | 8  | 9  | 10 | 11 |
| 12  | 13 | 14 | 15 | 16 | 17 | 18 |
| 19  | 20 | 21 | 22 | 23 | 24 | 25 |
| 26  | 27 | 28 | 29 | 30 | 31 |    |
|     |    |    |    |    |    |    |

| 6月 |    |    |    |    |    |    |
| 日  | 月 | 火 | 水 | 木 | 金 | 土 |
|     |    |    |    |    |    | 1  |
| 2   | 3  | 4  | 5  | 6  | 7  | 8  |
| 9   | 10 | 11 | 12 | 13 | 14 | 15 |
| 16  | 17 | 18 | 19 | 20 | 21 | 22 |
| 23  | 24 | 25 | 26 | 27 | 28 | 29 |
| 30  |    |    |    |    |    |    |
|     |    |    |    |    |    |    |

| 7月 |    |    |    |    |    |    |
| 日  | 月 | 火 | 水 | 木 | 金 | 土 |
|     | 1  | 2  | 3  | 4  | 5  | 6  |
| 7   | 8  | 9  | 10 | 11 | 12 | 13 |
| 14  | 15 | 16 | 17 | 18 | 19 | 20 |
| 21  | 22 | 23 | 24 | 25 | 26 | 27 |
| 28  | 29 | 30 | 31 |    |    |    |
|     |    |    |    |    |    |    |

| 8月 |    |    |    |    |    |    |
| 日  | 月 | 火 | 水 | 木 | 金 | 土 |
|     |    |    |    | 1  | 2  | 3  |
| 4   | 5  | 6  | 7  | 8  | 9  | 10 |
| 11  | 12 | 13 | 14 | 15 | 16 | 17 |
| 18  | 19 | 20 | 21 | 22 | 23 | 24 |
| 25  | 26 | 27 | 28 | 29 | 30 | 31 |
|     |    |    |    |    |    |    |

| 9月 |    |    |    |    |    |    |
| 日  | 月 | 火 | 水 | 木 | 金 | 土 |
| 1   | 2  | 3  | 4  | 5  | 6  | 7  |
| 8   | 9  | 10 | 11 | 12 | 13 | 14 |
| 15  | 16 | 17 | 18 | 19 | 20 | 21 |
| 22  | 23 | 24 | 25 | 26 | 27 | 28 |
| 29  | 30 |    |    |    |    |    |
|     |    |    |    |    |    |    |

| 10月 |    |    |    |    |    |    |
| 日   | 月 | 火 | 水 | 木 | 金 | 土 |
|      |    | 1  | 2  | 3  | 4  | 5  |
| 6    | 7  | 8  | 9  | 10 | 11 | 12 |
| 13   | 14 | 15 | 16 | 17 | 18 | 19 |
| 20   | 21 | 22 | 23 | 24 | 25 | 26 |
| 27   | 28 | 29 | 30 | 31 |    |    |
|      |    |    |    |    |    |    |

| 11月 |    |    |    |    |    |    |
| 日   | 月 | 火 | 水 | 木 | 金 | 土 |
|      |    |    |    |    | 1  | 2  |
| 3    | 4  | 5  | 6  | 7  | 8  | 9  |
| 10   | 11 | 12 | 13 | 14 | 15 | 16 |
| 17   | 18 | 19 | 20 | 21 | 22 | 23 |
| 24   | 25 | 26 | 27 | 28 | 29 | 30 |
|      |    |    |    |    |    |    |

| 12月 |    |    |    |    |    |    |
| 日   | 月 | 火 | 水 | 木 | 金 | 土 |
| 1    | 2  | 3  | 4  | 5  | 6  | 7  |
| 8    | 9  | 10 | 11 | 12 | 13 | 14 |
| 15   | 16 | 17 | 18 | 19 | 20 | 21 |
| 22   | 23 | 24 | 25 | 26 | 27 | 28 |
| 29   | 30 | 31 |    |    |    |    |
|      |    |    |    |    |    |    |

## できごと

### 1月
- 1月3日 - 【中国】 南方週末社説差し替え事件。同月7日より出版の自由を求めるデモが行われた[1]。
- 1月13日 - 【米国】 シボレー・コルベット7代目モデル（C7型）がアメリカの「デトロイトモーターショー13」プレビューイベントにて発表される[2][3]。
- 1月16日〜20日 - 【アルジェリア】 アルジェリア南部イナメナスの天然ガス関連施設をイスラム系武装勢力が襲撃し、日本人技術者を始めとする多数の死傷者が発生した[4]。（詳細→アルジェリア人質事件）
- 1月17日 - 【米国】 ソマリアを正式承認。国交を樹立[5]
- 1月20日 - 【米国】 アメリカ合衆国大統領就任式。2012年11月の選挙の結果により、バラク・オバマ大統領が続投でアメリカ大統領に就任した。
- 1月22日 - ロシアの小型衛星BLITSがスペースデブリに衝突。BLITSは衛星としての機能を喪失。当初は2007年1月11日に破壊された中国の気象衛星風雲1号Cの破片と思われていた。

### 2月
- 2月1日
  - 【米国】 クリントン国務長官が4年間の任期を終えて正式に退任した[6]
  - 【トルコ】 トルコの首都アンカラのアメリカ合衆国大使館前で、男が自爆し、男と警備員計2人が死亡、トルコ人女性1人が負傷をした。エルドアン首相は自爆テロと断定した。同月2日、非合法極左組織「革命的人民解放党・戦線（DHKP-C）」がインターネット上に犯行声明を出した[7]
- 2月6日 - 【ソロモン諸島】 アメリカ地質調査所によると、現地時間午後0時12分（日本時間午前10時12分）頃、南太平洋・ソロモン諸島沖でマグニチュード(M)8.0の地震が発生[8]。震源に近い東部サンタクルーズ諸島ネンドー島沿岸部には高さ約1.5メートルの津波が押し寄せた。ソロモン諸島政府の国家災害対策局は7日、住民計9人の死亡を確認した[9]。（詳細→ソロモン諸島沖地震 (2013年)）
- 2月11日
  - 【バチカン】 教皇ベネディクト16世は通常枢機卿会議の席上で2013年2月28日の午後8時（中央ヨーロッパ時間）をもって教皇職を辞任することを表明[10]。（詳細→ベネディクト16世の辞任）
  - 【フィリピン】ギネス世界記録に認定された生捕りにされた世界最大のワニである「ロロン」が死亡したことが飼育員の話で明らかになる。
- 2月12日
  - 【北朝鮮】 北朝鮮は、咸鏡北道吉州郡豊渓里に於いて、2009年以来3度目となる核実験を実施したことを発表した[11]。
  - 【米領グアム】 グアムの繁華街で通り魔事件。日本人3人が死亡[12]。隕石の軌道

- 2月15日

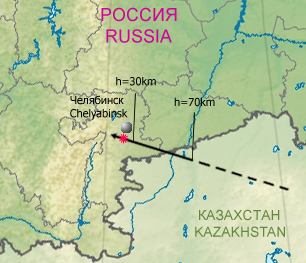
隕石の軌道

  - 【ロシア】 ウラル地方チェリャビンスク州で、隕石落下、負傷者が多数出た[13]。（詳細→2013年チェリャビンスク州の隕石落下）
  - 直径45メートルの小惑星2012 DA14が、静止軌道の内側に入り、地球表面から2万7700kmのところを通過。
- 2月25日 - 【韓国】 韓国大統領就任式。朴槿恵が同国初の女性大統領として就任した[14]。
- 2月26日 - 【エジプト】 エジプトの古都ルクソールにて、現地時間7時00分頃、観光客らが搭乗した熱気球の爆発炎上による墜落事故が発生。この事故により日本人観光客4名を含む19名が死亡[15]。（詳細→ルクソール熱気球墜落事故）
- 2月28日 - 【バチカン】 午後8時（中央ヨーロッパ時間）を以って教皇ベネディクト16世の辞任が成立した。

### 3月
- 3月1日 - 【バチカン】 使徒座空位となる。
- 3月2日〜19日 - 第3回目となるワールド・ベースボール・クラシック（WBC）が開催。今回から予選を導入し、国際野球連盟公認の野球の世界一を決める大会（4年に一度）となる[16]。
- 3月4日 - 【ケニア】 ケニアの選挙管理委員会によると、大統領の選出を含む総選挙を行い、副首相のウフル・ケニヤッタが勝利宣言をした[17]。
- 3月5日
  - 【中国】 第12期全国人民代表大会の任期開始。
  - 【ベネズエラ】 ウゴ・チャベス大統領が死去（58歳没）[18]。
- 3月8日 - 【ベネズエラ】 5日に死去したウゴ・チャベス大統領の国葬[19]。
- 3月11日
  - 【日本・中国】 東日本大震災追悼式を中国がボイコット[20]。
  - EUでは、2009年に禁止となった化粧品における動物実験のうち、4年間の例外措置が取られてきた薬物動態、生殖発生毒性、反復投与毒性の3つについても禁止（実験および輸入）となる[21][22]。
- 3月12日 - 【バチカン】 ベネディクト16世の次のローマ教皇を選ぶコンクラーヴェが始まる。
- 3月13日 - 【バチカン】 コンクラーヴェの結果ブエノスアイレス大司教のホルヘ・マリオ・ベルゴリオ枢機卿が266代ローマ教皇に選出されフランシスコを名乗る。使徒座空位は終結。
- 3月14日 - 欧州合同原子核研究機構（CERN）は昨年7月発見した新たな粒子について、更なる実験データの分析によりヒッグス粒子ということを強く示唆しているとの見解を発表した。
- 3月21日 - プランクによる測定で、宇宙の年齢は137.98±0.37億年であると発表[23]。
- 3月10日 - パンスターズ彗星 (C/2011 L4)が近日点を通過。
- 3月16日 - 【米国】 アメリカの特許制度ではこの日以降の有効出願日を有した特許出願において、先発明主義から先願主義に切り替わる（2011年9月に成立したリーヒ・スミス米国発明法案の施行による）[24][25]。
- 3月29日 - 【中国】 チベット自治区ラサ市郊外の金鉱山で山崩れで多数の人々が生き埋めになる[26]。

### 4月
- 4月6日 - 【ロシア】 米地質調査所(USGS)によると、北朝鮮との国境に近いロシア極東の沿海地方ハサン地区で現地時間午前0時(日本時間5日午後10時)、マグニチュード(M)6.2の地震が発生した。震源地は日本海の港町ザルビノの北9キロ、震源の深さは561キロ。[27]
- 4月9日 - 【イラン】午後4時22分（現地時間）頃、イラン南西部ブーシェフル近郊でマグニチュード(M)6.3の地震が発生した。震源地はブーシェフル港の南東約89kmの地点。少なくとも37人が死亡、850人が負傷[28][29]。（詳細→2013年ブーシェフル地震）
- 4月 - 【中国】 鳥インフルエンザ・H7N9亜型の人への感染が広がり、死亡者も出ている[30]。（詳細→H7N9鳥インフルエンザの流行）
- 4月10日 - この日のダウ平均株価の終値が14802.24ドルを記録し、史上最高値を更新。
- 4月15日 - 【米国】 ボストンマラソン爆弾テロ事件。
- 4月16日 - 【イラン】 午後3時14分20秒（イラン標準時）頃、イランとパキスタンの国境に近い[31]スィースターン・バルーチェスターン州ザーヘダーン付近を震源とする地震が発生。震央は、ハッシュからおよそ86km離れた地点にある[31]。震源の深さとモーメントマグニチュードはアメリカ地質調査所の推定では82.0kmとMw7.8[32]、イラン地震センターの推定では95kmとMw7.5とした[33]。沈み込んだアラビアプレートの内部で発生した、正断層型タイプのスラブ内地震であると推定されている。（詳細→イラン地震 (2013年4月16日)）
- 4月20日 - 【中国】 四川省で表面波マグニチュード(Ms)7.0の地震。死者186人、負傷者1万1千人以上[34][35][36]。（詳細→中国四川地震 (2013年)）
- 4月22日 - 【イタリア】 イタリアのジョルジョ・ナポリターノ大統領が2期目の就任[37]。
- 4月24日
  - 【イタリア】 イタリアのジョルジュ・ナポリターノ大統領が、新しい閣僚評議会議長（首相）に、イタリア民主党前副書記長のエンリコ・レッタを指名し、内閣組閣を指令した[38]。
  - 【バングラデシュ】 首都ダッカ近郊で8階建の商業ビルが崩壊。死者1,127人、負傷者2,500人以上。（詳細→ダッカ近郊ビル崩落事故）
- 4月30日 - 【オランダ】 オランダのベアトリクス女王がウィレム太子にオランダ王位を譲位。同日ウィレムがオランダ国王に即位[39]。

### 5月
- 5月6日-【イタリア】ジュリオ・アンドレオッティ元閣僚評議会議長（首相）が死去[40]。

- 5月10日 - オーストラリア北西部・ニューギニア島・ソロモン諸島等で金環日食観測[41]。
- 5月23日 - プロスキーヤーで登山家の三浦雄一郎が世界最高峰・エベレストに史上最高齢（80歳7か月）で登頂に成功。
- 5月23日 - 大強度陽子加速器施設J-PARCで放射性同位体の漏洩事故が発生。

### 6月
- 6月6日〜 - ブラジルで、公共料金値上げに反対するデモ発生、同13日に警察が武力鎮圧を図ったことから、抗議活動がFIFAコンフェデレーションズカップ2013会場周辺などブラジル全土に拡大[42]。
- 6月17日 - チェコ共和国のペトル・ネチャス首相が、側近の汚職事件の責任を取り首相を辞職[43]。
- 6月17日〜18日 - イギリス・北アイルランドで、第39回G8首脳会議開催。
- 6月22日 - 日本の富士山が世界文化遺産に認定。
- 6月26日
  - オーストラリア与党労働党議員総会における投票で、前党首兼首相のケビン・ラッドが、現職のジュリア・ギラードを57対45で破り、翌日より3年ぶりに首相兼同党党首に再任[44]。
  - カンボジア・プノンペンで開かれたUNESCO第37回世界遺産委員会で、日本の富士山を含む世界文化遺産14件、世界自然遺産5件、計19件を新規に登録[45]。
  - オーストラリアが2010年5月に国際司法裁判所に提出した、日本の南氷洋における調査捕鯨中止を求める訴状に基づき、同裁判所での口頭弁論開始[46]。
  - アメリカ合衆国連邦最高裁判所、結婚を男女間のものと規定する連邦法「結婚防衛法」の条項を違憲とし、同性カップルにも税金控除や年金支給などの手当について同等の権利を保障すべきとする判断を示し、同時に同性婚を禁じたカリフォルニア州州法を違憲とした連邦高等裁判所の判決を支持する判断を示す[47]。
- 6月30日 - ブラジル・リオデジャネイロのエスタジオ・ド・マラカナンで開催されたFIFAコンフェデレーションズカップ2013決勝で、ブラジルがスペインを3-0で下し、同大会3連覇を達成、併せて自国の持つ同大会での連続試合勝利記録を12に伸ばした一方、スペイン代表は公式試合の連続無敗記録が29でストップ[48]。

### 7月
- 7月1日 - クロアチアがEUに加盟[49]。
- 7月3日 - 【エジプト】エジプトで軍部によるクーデター発生（2013年エジプトクーデター）。ムハンマド・ムルシー大統領の権限を剥奪、同国憲法を停止し、アドリー・マンスール最高憲法裁判所長官を暫定大統領に任命[50]。
- 7月6日
  - 【アメリカ合衆国】サンフランシスコ国際空港で、アシアナ航空214便墜落事故が発生、乗客3名が死亡、ボーイング777就航以来初の死亡事故となる。
  - 【カナダ】貨物列車が無人で暴走しカナダのラック・メガンティックで脱線、積荷の原油に引火し爆発・炎上し、40人の死者と7人の行方不明者が発生。（ラック・メガンティック鉄道事故参照）
- 7月10日 - 日本のソフトバンクによるアメリカ合衆国携帯電話大手スプリント・ネクステルの企業買収が完了、携帯電話事業の売上高で世界3位規模のグループが誕生[51]。
- 7月11日 - 妖怪ウォッチのシリーズ第1作目が発売される。
- 7月12日 - 【フランス】パリ南部のブレティニー＝シュル＝オルジュで、385人が乗車した旅客列車が脱線し、一部がホームに乗り上げ、少なくとも6人が死亡、30人が負傷しうち8人が重体[52]。（ブレティニ・スール・オルジュ駅脱線事故参照）
- 7月15日
  - 【インド】インド北部豪雨で行方不明の5700人に死亡宣告を出した[53]。
  - パナマ政府、パナマ運河に向かいカリブ海を航行中の北朝鮮船籍の貨物船を検査したところ、未申告の武器が密輸されているのを発見したため、同船舶を拿捕、船員35名を拘束[54]。武器はいずれもキューバが保有する対空ミサイル装置、ロケット砲、ミグ21戦闘機等の部品であったことが判明、キューバ政府は旧ソビエト連邦製の老朽化した武器の修理依頼と釈明[55]。
- 7月18日
  - 【米国】ミシガン州デトロイト市が、連邦倒産法9章の適用を申請。負債総額は約180億ドル[56]。
  - 【韓国】忠清南道泰安郡で、泰安私設海兵隊キャンプ水難事故が発生[57]。
- 7月19日 - 土星探査機カッシーニが土星による太陽の食に合わせて土星全体と地球を撮影した（地球が微笑んだ日参照）。
- 7月21日 - 【ベルギー】 ベルギーのアルベール国王がフィリップ皇太子にベルギー王位を譲位[58]。
- 7月22日 - 【中華人民共和国】 甘粛省でマグニチュード6.6の地震。22日夜までに余震を422回観測[59]死者95人、負傷者1000人以上、5万1800軒の建物が倒壊し、被災者数58万1600人、うち22万6700人が緊急避難するなどの被害発生[60]。「甘粛地震」参照。
- 7月24日 -【スペイン】ガリシア州サンティアゴ・デ・コンポステーラで、乗客218人を乗せ首都マドリードから北西部のフェロルに向かっていた列車が規制を大幅に上回る速度でカーブを通過した際に脱線転覆、79人が死亡[61][62]、140人以上が負傷[63]。現地警察当局は速度超過運転が事故の原因と見て、入院中の運転士の身柄を拘束[62]。（サンティアゴ・デ・コンポステーラ列車脱線事故参照）
- 7月25日 - 潘基文国際連合事務総長、シリア内戦による死者が10万人を超えたことを発表[64]。
- 7月27日 - 【北朝鮮】平壌の金日成広場で朝鮮人民軍による祖国解放戦争勝利60周年慶祝閲兵式が行われ無人攻撃機、「ムスダン」など4種類の弾道ミサイルが登場する[65]。
- 7月28日 - 【フランス】カンヌの高級ホテルで開かれていた宝石の展示会に、何者かが押し入り、イスラエルの富豪が所有するダイヤモンドなど4000万ユーロ（約52億円）相当の宝石が盗まれる、近年では欧州で最大級の宝石盗難事件発生[66]。

### 8月
- 8月1日
  - ロシア、元アメリカ合衆国中央情報局職員で、政府による情報監視を暴露してアメリカ政府より訴追され、6月23日からモスクワ・シェレメーチエヴォ国際空港の乗り継ぎ客用待機区域に滞在中だったエドワード・スノーデンの1年間の亡命を認める[67]。同月6日、バラク・オバマ大統領がロシアの対応について「失望した」と発言[68]、7日、本件を一因とし、同年9月3、4日に予定していた米露首脳会談を延期する旨をホワイトハウスがロシア政府に通知[69]。
  - 【イタリア】イタリア最高裁判所、約730万ユーロを脱税した罪に問われたシルヴィオ・ベルルスコーニ元首相の上告を棄却、禁錮4年（恩赦法で1年に減刑）とした高裁判決を支持し、有罪確定。ただし公職停止5年とした部分については高裁に差し戻し[70]、同年10月19日、ミラノ高等裁判所の判決により停止期間が5年から2年に短縮される[71]。
- 8月3日
  - 【イラン】6月の大統領選挙で当選したハサン・ロウハーニーが、2005年から8年間イラン大統領だったマフムード・アフマディーネジャードに代わり同職に就任[72]。
  - 【中華人民共和国】北京大学が2010年と2012年に中国全土の約1万5000世帯を対象に行った調査により、中国都市部の最富裕層（上位5%）と最貧困層（下位5%）の世帯年収差が、2010年の約82倍から、2年後の2012年時点で約242倍となり、「絶望的格差」が拡大していることが判明[73]。
- 8月4日 - アメリカ合衆国国務省、アルカーイダによるテロの可能性が高まったとして、リビアやエジプト、イエメン、ヨルダンなど22の同国在外公館を一時閉鎖。同5日以降10日まで19の在外公館を継続して閉鎖[74]。うちイエメンについては、6日に外交官らを退避させ、英国も追随、フランスとドイツも在外公館を閉鎖。ベルギー、イタリア、オランダは自国市民にイエメンからの出国を勧告[75]。同8日には米国務省がパキスタン・ラホールにある同国領事館職員に退避指示[76]。
- 8月7日 - 【ベトナム】クアンガイ省で、ベトナム戦争中に密林に逃亡し、40年間にわたり密林で生活していた父子2人を捜索隊が保護[77]。
- 8月8日 - 【中華人民共和国】江蘇省疾病予防コントロールセンター、イギリスの医学誌に発表した論文を通じ、流行中のH7N9亜型A型インフルエンザウイルスに感染し5月に死亡した同省無錫市の親子が、同型ウイルスの「人から人」への初感染例であったという研究結果を公表[78]。
- 8月10日〜18日 - 第14回目となる世界陸上競技選手権大会がロシア・モスクワで開催。
- 8月10日 - 【インドネシア】東部にあるパルエ島のロカテンダ火山が噴火、火砕流に巻き込まれて6人が死亡。噴煙は高さ約2千メートルに達し、住民約3000人が避難[79]。
- 8月10日〜11日 - この日の朝、ナイジェリア北東部ボルノ州コンドゥーガで自動小銃を持った武装集団がモスク（イスラム礼拝所）を襲撃し、56人が死亡した[80][81][82]。
- 8月12日 - 【インド】初の国産空母「ビクラント」（排水量約4万トン）進水式[83]。
- 8月14日 - 【エジプト】クーデターにより解任されたモルシ大統領を支持するデモ隊を暫定政府と治安維持隊が武力で強制排除。同月15日、国際連合安全保障理事会が緊急会合を招集[84]。
- 8月16日午後9時頃 フィリピン中部セブ州タリサイ市沖のマクタン海峡でフェリーと貨物船が衝突し、フェリーが沈没した事故が発生。同国沿岸警備隊は18日、確認された死者が38人、行方不明者は82人と発表した。750人が救出された[85][86]。
- 8月21日 - 大リーグ・ヤンキースのイチロー選手が日米通算で史上3人目となる4000本安打達成。
- 8月25日 - 未明にメキシコ南部タバスコ州で、貨物列車の脱線事故が発生。タバスコ州当局の発表によると、脱線した貨物列車にはホンジュラス人少なくとも250人が乗っており、無賃乗車していたホンジュラス人など少なくとも5人が死亡、17人以上が負傷した[87]。
- 8月25日 - イラク各地で爆発や銃撃事件が相次ぎ発生。警察によると少なくとも27人が死亡、60人以上が負傷した[88]。
- 8月26日 - この日の夜、ブラジルのパトリオタ外相が辞任[89]。
- 8月27日 - ブラジルのサンパウロで、建設中の商業施設が倒壊し、少なくとも6人が死亡した。州の当局者が明らかにした[90]。
- 8月28日 - インド西部グジャラート州の当局は、同州バドダラ地区で住居用の建物2棟が倒壊し、少なくとも5人が死亡したと発表した。倒壊した建物から8人が救出されたが、まだ20人ががれきの下に閉じ込められているとみられている[91]。
- 8月29日 - ケニア赤十字社は、首都ナイロビ西部でバスが横転し、少なくとも41人が死亡したと発表した。この事故で33人が負傷し、地元の病院に搬送された[92]。
- 8月30日朝（現地時間） - アラスカのアリューシャン列島の南の太平洋で、マグニチュード (M) 7.0（推定）の地震が発生したと米国地質調査所 (USGS) が発表した[93]。
- 8月31日 - 中国南西部、雲南・四川両省の境界線付近でマグニチュード  (M) 5.9の地震が発生。米地質調査所 (USGS) によると、震源の深さは10キロ。犠牲者は少なくとも4人、負傷者は10人に達した。民家600棟が倒壊、5万5000棟が損壊した。住民9200人が退避を強いられた[94][95][96]。

### 9月
- 9月1日 - 北アフリカ・チュニジア南東部・ガベスで刑務所から少なくとも49人が脱獄する事件[97]があり、国営通信は治安関係者の話として、脱獄者のうち13人は拘束されたと報じている。パキスタンやイラク、リビアなど北アフリカや中東ではここ数カ月で集団脱獄が相次いでおり、国際テロ組織アルカイダ系武装組織による関与が疑われている。
- 9月2日 - ダイアナ・ナイアド（英語版）がサメ除けケージ無しでは史上初めてのフロリダ海峡横断泳に成功する。
- 9月3日 - イラクの首都バグダッドで、車に仕掛けられた爆弾が相次いで爆発し、少なくとも27人が死亡、50人が負傷した[98]。
- 9月5日〜6日 - 主要20カ国・地域 (G20) 首脳会議（サミット）がロシア北西部サンクトペテルブルクで2日間の日程で開幕[99][100]。シリア問題が最大の焦点。
- 9月7日
  - アルゼンチンで開かれた第125次IOC総会において、2020年夏季オリンピックの開催都市が日本の東京に決定した[101]。東京で夏季オリンピックが開催されるのは1964年以来、56年振り2回目[102][103]。
  - 中国の習近平党総書記（国家主席）がカザフスタンのナザルバエフ大学で講演し「シルクロード経済帯」構想を発表する[104]。
- 9月8日 - 第125次IOC総会において、2020年夏季オリンピックで正式種目とする最後の1競技にレスリングが決定[105]。
- 9月10日 - 第125次IOC総会において、トーマス・バッハが新国際オリンピック委員会会長に選出される[106]。
- 9月14日 - シリア化学兵器使用問題を協議する米露外相会談がジュネーブ（スイス）で行われ、ケリー米国務長官とラブロフ露外相が『シリアが保有する化学兵器を政治的な手段で廃棄させる』ことで合意し、会談後の記者会見にて発表。2013年11月までにシリアの化学兵器貯蔵施設の初期的な査察を終え、2014年半ばまでに全廃することを目標とする[107]。
  - イラク北部ニネベ州モスル北郊で、男が着衣に仕掛けた爆弾を爆発させるテロがあり、当局によると少なくとも36人が死亡、48人が負傷した[108]。
- 9月15日 - インドネシア・スマトラにあるシナブン火山 (2600m) が噴火し、6200人以上が避難。周辺にある建物や車などが火山灰に覆われた。緊急対策当局が16日に明らかにした[109]。
- 9月18日 - カナダの首都オタワ近郊の踏切で午前8時50分頃、2階建てバスと列車が衝突する事故があり、6人が死亡、少なくとも34人が負傷した[110]。
- 9月27日 - 国際連合安全保障理事会、シリアの化学兵器全廃を義務付ける決議案を全会一致で採択[111]。

### 10月
- 10月1日 - アメリカ合衆国上院、医療保険制度改革「オバマケア」の修正案を盛り込んだ同下院の提案を否決、公共サービスを継続するために必要な予算案が成立せず、一部政府機関が1996年以来17年ぶりに閉鎖[112]。約200万人の連邦政府公務員中最大約80万人が一時帰休となり、ニューヨークの自由の女神像を含め、国立公園局が管轄する観光名所も閉鎖対象となる[113]。同16日、上下両院で、連邦債務の法定上限を2014年2月7日までの借り入れ分について引き上げる法案と、1月15日までの2014会計年度暫定予算を成立させて政府機関を再開することなどについて合意、翌17日未明にバラク・オバマ大統領が署名、関連法が成立し、17日までに米国債のデフォルト（債務不履行）を回避、政府機関の閉鎖は同日解除となる[114]。
- 10月3日 - リトアニアでヴィーダス・ゲドヴィラスがセイマス（国会）議長を辞任し、後任にロレタ・グラウジニエネが就任。
- 10月4日 - 欧州合同原子核研究機構（CERN）は昨年7月に発見した新たな粒子についてヒッグス粒子と確定した。同粒子は標準理論における最後の未発見素粒子であったが、今回の発見により同理論の完成を見た形となる[115]。
- 10月7日〜8日 - インドネシアのバリ島で、第25回目となるAPEC首脳会議開催
- 10月9日〜10日 - ASEAN首脳会議（ブルネイ）開催
- 10月10日 - 日本・熊本市で開かれた国際連合環境計画（UNEP）主催の会議で、水銀の採掘や輸出入、水銀を使った製品の製造を規制する水銀に関する水俣条約が、約140か国・地域の代表ら約1000人が参加した本会合で全会一致で採択された[116]。
- 10月15日 - フィリピン・ボホール島でマグニチュード7.2の地震が発生、同島や隣接するセブ島で建物が倒壊するなどし222人が死亡[117]。⇒ボホール島地震を参照。
- 10月16日 - ラオスで、ヴィエンチャン・ワットタイ国際空港発パクセー国際空港（英語版）行きラオス国営航空ATR 72が着陸準備に入った際、台風による豪雨と強風に巻き込まれ、メコン川にある島の付近に墜落、フランス、オーストラリア、タイ、韓国の乗客を含む乗客乗員49人が死亡[118]。
- 10月16日 - 台風26号が東日本付近を通過、交通機関等の乱れで約170万人に影響[119]。伊豆大島では記録的豪雨となり死者発生、猪瀬直樹東京都知事が大島町に災害救助法を適用すると発表[120]。（詳細は「平成25年台風第26号」の項参照）
- 10月17日〜10月22日-プロ野球の東北楽天ゴールデンイーグルスが初優勝を飾った。
- 10月18日 - サウジアラビア、国際連合安全保障理事会の非常任理事国に選出された数時間後に就任辞退。非常任理事国に選出された国が辞退するのは初めて[121]。
- 10月20日
  - オーストラリア・ニューサウスウェールズ州、山火事による消失面積が11万ヘクタールに達し、なお56箇所で燃え続け、うち12箇所が制御不能となり、「過去45年間で最悪」レベルに達していることから、州全土に非常事態宣言発令[122]。
  - ミャンマーチャウピュ港から中国広西貴港まで7676キロメートルの中緬原油・天然ガスパイプラインが完成する。
- 10月28日
  - 北京・天安門広場で、小型四輪駆動車1台が長安街の柵で仕切られた天安門前の歩道に進入し、約250メートルを突進、観光客らをはねながら、肖像画のほぼ下にある「金水橋」の柵に衝突、炎上、車に乗っていた3人を含む5人が死亡、歩道にいた観光客や警官ら38人が負傷。事故後夕方まで、現場に中国人民武装警察部隊が派遣され、天安門と天安門広場、近くの故宮博物院や北京地下鉄1号線天安門東駅などが封鎖[123]、現場近くで取材しようとしたAFPやBBCの記者が一時拘束される[124]。
  - ドイツ、イギリスなど欧州北部にハリケーン級の暴風発生、ドイツ、イギリス、オランダ、デンマーク、フランスなどで計10名以上が死亡、交通機関の乱れや停電、倒木で家屋が倒壊するなどの被害[125]。
- 10月29日 - トルコ・イスタンブールに、ヨーロッパとアジアを結ぶボスポラス海峡トンネル、および同トンネルを通る地下鉄が開通[126]。
- 10月30日 - ボストン・レッドソックスが1918年以来95年ぶりに地元ボストンでワールドシリーズ優勝を決める。
- 10月31日 - アメリカ合衆国連邦航空局、高度1万フィート（3048メートル）未満での全ての電子機器の使用を禁じている飛行規則を変更、タブレット端末や電子ブックなどの小型電子機器の使用については年内に全ての飛行段階で使うことができるようにするとの方針を発表。ただし、各航空会社については、解禁を実施する前に、乗客の使用機器から発生するいかなる電波にも飛行機が影響されないようにするための5段階の措置を取ることが義務付けられる[127]。

### 11月
- 11月1日 - アメリカ合衆国・ロサンゼルス国際空港第3ターミナル手荷物検査場で男がライフル銃を乱射、運輸安全局職員1人が死亡、空港施設や周辺の主要道路が閉鎖され、空港へのアクセスが長時間混乱[128]。
- 11月3日 - 北大西洋上、中部アフリカおよび東アフリカ（中心食の経路はアフリカ大陸中部を通過）で金環皆既日食（hybrid eclipse）観測。なお、陸上における中心食の観測可能域ではほぼ皆既日食となる。
- 11月3日 - タイ王国で、反タクシン派のステープ・トゥアクスパン元副首相が主導し、インラック・シナワット首相の辞任を要求する大規模デモ発生（詳細は2013年タイ反政府デモ参照）。
- 11月5日 - インド宇宙研究機関が初の火星探査機「マンガルヤーン」を打ち上げた。
- 11月8日
  - 台風30号（アジア名「ハイエン」フィリピンでの名称「ヨランダ」）がフィリピンを直撃、最大瞬間風速87.5m/sを記録、最低気圧は860hpaを観測した可能性がある。レイテ島を中心に甚大な被害。死者6,352人[129]。
  - UNESCOにおいて、2011年秋のパレスチナのUNESCO加盟承認に反発、それ以来分担金の拠出を2年間凍結していたアメリカ合衆国とイスラエルが、規定に基づき投票権を失う[130]。
- 11月9日 - ミス・ユニバースの2013年大会から、性別適合手術（SRS）を受けた外見上女性の者も参加可能となる。
- 11月15日 - ソニー・インタラクティブエンタテインメントよりPlayStation 4発売。
- 11月17日 - ロシア連邦・タタールスタン共和国のカザン国際空港にて、タタールスタン航空所有のボーイング737型旅客機が着陸に失敗し、炎上する事故が発生。この事故で乗員乗客50名全員が死亡した[131]。⇒詳細はタタールスタン航空363便墜落事故を参照。
- 11月18日 - フランスパリ市内で発砲事件[132]。
- 11月21日 - ラトビア・リガでスーパーマーケットの屋根が崩落、消防士3人を含む54人が死亡。同月27日、「悲劇の政治的責任を取る」として、ヴァルディス・ドムブロフスキス同国首相が辞任[133]。（リガスーパーマーケット屋根崩落事故参照）
- 11月23日 - 中華人民共和国政府が、日本が領有を主張する東シナ海の尖閣諸島を含む上空を防空識別圏に設定[134]。同月26日、アメリカ合衆国が、日本政府に通告の上で、中国が防空識別圏を設定したと発表した尖閣諸島周辺上空に、アメリカ空軍所属のB-52を中国政府に非通告のまま飛行させる[135]。
- 11月28日 - アイソン彗星が近日点を通過、NASAが一旦太陽に最接近する際に太陽の熱によってバラバラに崩壊し蒸発したとみられると発表した[136]が、同月29日、NASAとESAが太陽から遠ざかる姿を撮影、「彗星本体の核が、部分的に残っている可能性がある」と発表[137]。
- 11月30日 - 日本の明仁天皇・美智子皇后夫妻が皇太子・同妃時代の1960年に、昭和天皇の名代として訪問して以来53年ぶりにインドを公式訪問[138]。
- 11月30日 - アメリカの俳優 ポール・ウォーカー 氏とその友人が自動車事故で死亡。

ポールと友人が乗っていて車両は ポルシェ・カレラGT に乗っていた。実際ハンドリングが悪く有名レーサーなどが【ハンドリングが悪く、スピードを出しすぎると素人にはカーブは曲がりきれない】と公言している。

### 12月
- 12月4日 - アゼルバイジャン・バクーで開催されるユネスコ政府間委員会で、『和食－日本人の伝統的な食文化』が無形文化遺産に登録される[139]。
- 12月5日 - 南アフリカ共和国のネルソン・マンデラ元大統領が死去（95歳）。12月10日に追悼式が行われた。
- 12月8日 - 朝鮮民主主義人民共和国朝鮮労働党中央委員会政治局拡大会議で、同国ナンバー2の張成沢国防副委員長の全職務を解き党から除名する決定書を採択、同副委員長は更迭され、直後に会議場から軍服姿の要員に連行され[140]た後、同月12日、国家安全保衛部特別軍事裁判で死刑判決が下され、即日執行されたと同国営朝鮮中央放送ラジオにより報じられる[141]。
- 12月14日 - 中華人民共和国の無人月探査機「嫦娥3号」が月面着陸に成功。アメリカ合衆国、ソビエト連邦（当時）に次ぐ3カ国目で、1976年のソ連以来[142]。
- 12月29日 - 元F1ワールドチャンピオンのミハエル・シューマッハが、スキー事故により負傷。

## 周年
- 1月1日 - 釜山市直轄市昇格50周年。[要出典]
- 1月10日 - ロンドン地下鉄開業150周年。[143]
- 3月20日 - イラク戦争勃発から10周年。[要出典]
- 4月4日 - ワーナー・ブラザース設立90周年。[要出典]
- 4月15日 - 東京ディズニーリゾート開園30周年。[要出典]
- 5月22日 - 「楽劇王」リヒャルト・ワーグナー生誕200周年[144]。
- 7月1日 - ツール・ド・フランス開催110周年。[要出典]
- 7月26日 - キューバ革命60周年記念式典[145]。
- 7月27日 - 朝鮮戦争休戦から60周年[146]。
- 10月10日 - ジュゼッペ・ヴェルディ生誕200周年。
- 11月9日 - 水晶の夜事件発生75周年[147]。
- 11月22日 - ケネディ大統領暗殺事件から50周年[148]。
- 11月22日 - ベンジャミン・ブリテン生誕100周年。
- 12月17日 - ライト兄弟の人類初飛行から110周年[149]。
- 12月21日 - クロスワードパズル誕生から100周年。
- 12月26日 - 毛沢東生誕120周年[150]。
- ハーレーダビッドソン110周年[151]。

## イベント・行事

### 国際年
- 国際水協力年（International Year of Water Cooperation）
- 国際キヌア年（International Year of Quinoa）

## 天文現象

### 小惑星と隕石
2月15日（UTC）に以下の二つの事柄が起きた。後述の通り、時期的な重なりは偶然とされる。
- ロシアのチェリャビンスク州にチェバルクリ隕石が落下した（詳細は「2013年チェリャビンスク州の隕石落下」を参照）。隕石が大気圏を超音速で通過した際や分裂した際に発生した衝撃波により、窓ガラスなどが割れ1500人近くの負傷者が出ている。アメリカ航空宇宙局では「人口密集地の近くにこのような規模の隕石が落下するのは100年に一度の出来事」とコメントを発表している。
- 小惑星「2012 DA14」（直径45m、質量13万トン）が月周回軌道の内側で地球表面から2万7700kmの距離を通過した。約16時間前にはロシアに隕石が落下しているが、軌道が異なるため偶然であり因果関係はないものと思われる。

### 二つの彗星
3月中旬頃をピークにパンスターズ彗星（C/2011 L4）、11月下旬頃をピークにアイソン彗星（C/2012 S1）という二つの彗星が太陽に接近・通過し、大彗星になる可能性があると期待されていた。以下、特に注目されていた後者の彗星について述べる。
11月から翌年の初頭にかけてアイソン彗星（C/2012 S1）が肉眼でも観測可能と予測され、特に近日点を通過する11月28日以降には視等級がマイナスになる可能性もあり、金星や満月より明るい大彗星（視直径は満月以下）になるのではないかと期待されていた（ただし、あくまでも地球からの距離、近日点距離、彗星核の直径などから計算された予測であり、過去には期待通りの明るさにならなかった例もある）。しかし、前述の近日点を通過した際に彗星の大部分が崩壊し、近日点通過後に期待されていた大彗星としての観測は不可能となった。

### 太陽活動の異変
この年の後半には太陽活動の極大期が予測されていた（実際には2014年4月に到来）が、通常の極大期と比べて黒点数は少なく太陽の活動も低調に推移している。また、極大期には太陽の北極部と南極部において磁場が反転する現象（ポールシフト）が起きるが、今回の磁場の反転は北極部で日本の太陽観測衛星「ひので」により2012年に観測されたものの南極部では1年以上遅れており、北極部と南極部で同じ磁極となる特殊な状態（太陽磁極の四重極構造）が一時的に見られた。なおNASAによると、今回の磁場の反転は本年12月末までに完了している。
極大期に突入して黒点が少ない状況は17世紀のマウンダー極小期と類似しており、この時期には約70年に渡って黒点が極端に少ない状況が続き、さらにイギリス・ロンドンのテムズ川でアイススケートができるなどヨーロッパや北米大陸、その他地域で気温の低下も同時に起きており、今回も地球が寒冷化するのではないかと考える専門家もいる。

### その他の天文現象
- 5月10日 - オーストラリア北西部、ニューギニア島、ソロモン諸島で金環日食。
- 11月3日 - 中部アフリカ、東アフリカで金環皆既日食。
- 12月2日 - 水星食。

## 自然科学
ヒッグス粒子の存在の確定
2012年7月に欧州原子核研究機構（CERN）が発表した「新たな粒子の発見」について、その後の詳細な分析によりこの粒子がヒッグス粒子であったことが確定された。同粒子はあらゆる物質が質量を持つに至ったことについて鍵を握る素粒子とされる。標準理論における最後の未発見素粒子であったヒッグス粒子の発見により同理論は完成を見たが、同理論だけでは宇宙全体の物質の僅か4.9%しか解明できていないとされており、同粒子の更なる解析により宇宙の大部分を占める未知の物質（暗黒物質やダークエネルギー）の解明への手がかりになるのではないかと期待されている。
今回の発見・確定からほとんど間を置かずに、2013年のノーベル物理学賞はヒッグス粒子の存在を予言したピーター・ヒッグス（イギリス・エディンバラ大学名誉教授）とフランソワ・アングレール（ベルギー・ブリュッセル自由大学名誉教授）へ贈られた。

## 芸術・文化・ファッション

### 映画
- クルードさんちのはじめての冒険（米国：3月22日公開）
- リアリティのダンス（カンヌ：5月18日公開）
- メアリーと秘密の王国（米国：5月24日公開）
- モンスターズ・ユニバーシティ（米国：6月21日公開）
- 怪盗グルーのミニオン危機一発（米国：7月3日公開）
- パシフィック・リム（オーストラリア:7月11日公開）
- ターボ（米国：7月17日公開）
- ブルージャスミン（米国：7月26日限定公開）
- アバウト・タイム〜愛おしい時間について〜（米国：9月4日公開）
- はじまりのうた（TIFF：9月7日公開）
- ラッシュ/プライドと友情（米国：9月20日公開）
- くもりときどきミートボール2 フード・アニマル誕生の秘密（米国：9月27日公開）
- ゼロ・グラビティ（米国：10月4日公開）
- アデル、ブルーは熱い色（フランス：10月9日公開）
- キャプテン・フィリップス（米国：10月11日公開）
- それでも夜は明ける（米国：10月18日限定公開）
- ダラス・バイヤーズクラブ（米国：11月1日公開）
- アナと雪の女王（米国：11月27日公開）
- インサイド・ルーウィン・デイヴィス 名もなき男の歌（米国：12月6日公開）
- her/世界でひとつの彼女（米国：12月18日限定公開）
- ウォーキングwithダイナソー（米国：12月20日公開）
- アメリカン・ハッスル（米国：12月20日公開）
- ウルフ・オブ・ウォールストリート（米国：12月25日公開）
- LIFE!（米国：12月25日公開）

### ゲーム
- 10年ぶりのシリーズ最新作『シムシティ』が3月7日に発売。
- 『OUYA』（OUYA,inc. 4月発売）、『GameStick』（PlayJam 4月発売）、『Project SHIELD』（NVIDIA Q2発売）といったAndroidゲーム機が相次いで登場。
- Valveの家庭用ゲーミングPC規格「Steam Box」（スチームボックス）の一号機、コードネーム“Piston”（ピストン）が年末までにベータユニットの提供を開始予定（本格リリースは2014年半ばを予定）[163]。
- ソニー・コンピュータエンタテインメント (SCEI) の『PlayStation 4』、マイクロソフトの『Xbox One』が年末商戦期に北米やヨーロッパなどで発売。

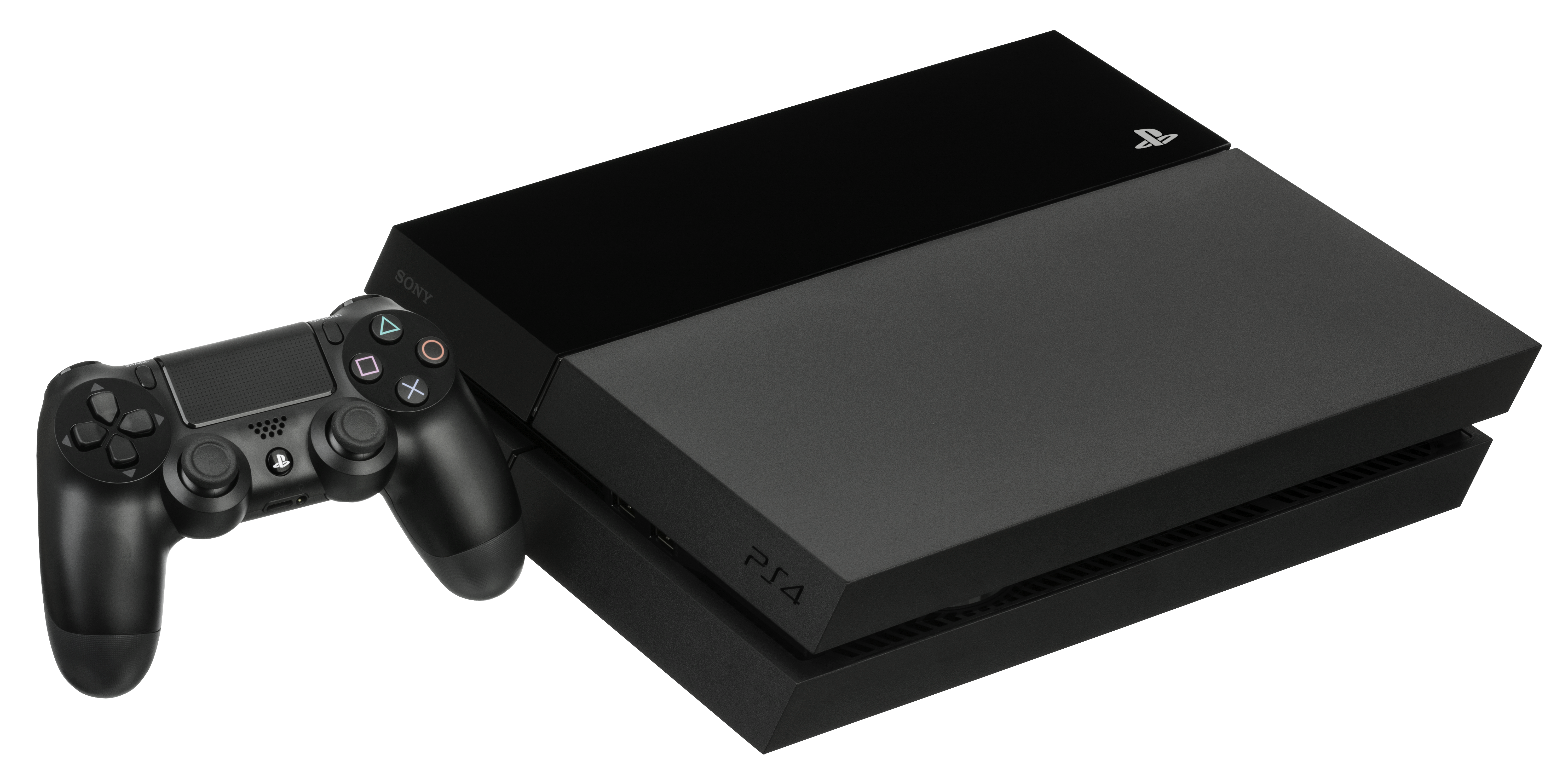
PlayStation 4 本体とコントローラ
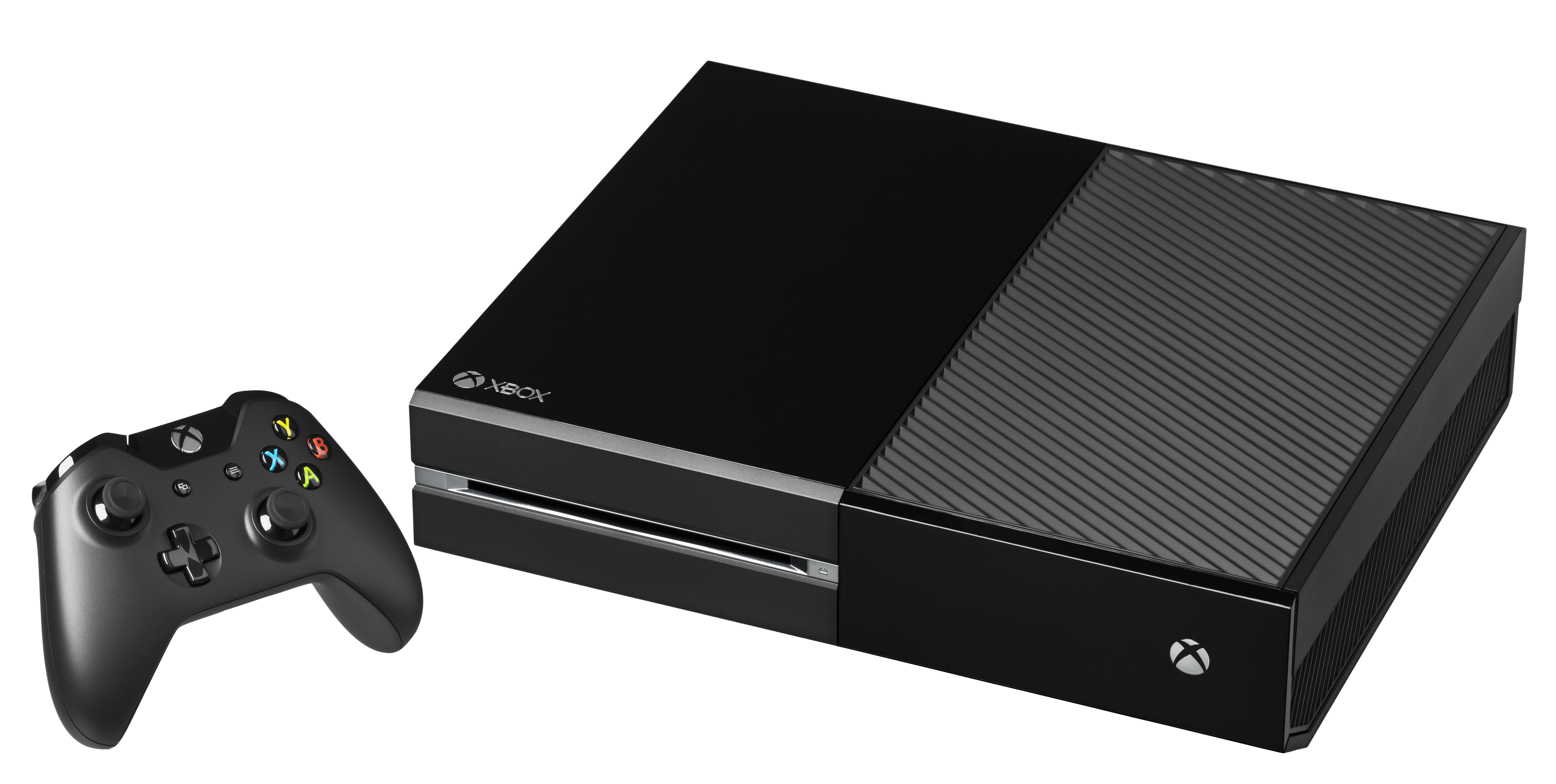
Xbox One 本体とコントローラ

## 誕生
- 1月10日 - アナスタシア・シガ、子役、女優
- 1月20日 - クララ・ローズ、子役、タレント、女優
- 1月31日 - 渡邊詩、子役、女優
- 2月5日 - 坂東亀三郎 (6代目)、歌舞伎役者、子役
- 3月13日 - レクシー・コール、モデル
- 3月22日 - 市川新之助 (8代目)、歌舞伎役者、子役
- 4月19日 - 三浦綺羅、子役、男優
- 4月25日 - 藤田怜央、囲碁棋士
- 5月4日 - 小松ハンナ、子役、女優
- 5月22日 - 中村長三郎 (2代目)、歌舞伎役者、子役
- 5月31日 - 諏訪結衣、子役、女優
- 6月17日 - 平野絢規、子役、男優
- 6月28日 - 鈴木楽、子役、男優
- 7月9日 - 田中乃愛、子役、女優
- 7月18日 - 森田夢、子役、女優
- 7月21日 - 上野山夢輝、子役、男優
- 7月22日 - ジョージ・オブ・ウェールズ王子、イギリスの王族、プリンス・オブ・ウェールズ・ウィリアム王子夫妻の長男
- 8月2日 - 川原瑛都、子役、男優
- 8月10日 - 大熊大貴、子役、男優
- 9月2日 - 宮地美然、子役、女優
- 9月5日 - 浅田芭路、子役、女優
- 9月26日 - 阿部久令亜、子役、女優
- 10月22日 - 増田梨沙、子役、女優
- 11月28日 - 尾上菊之助 (6代目)、歌舞伎役者
- 12月16日 - 鈴木かつき、子役、男優

### 人物以外
- 11月25日 - マガワ、アフリカオニネズミ（+2022年）

## ノーベル賞
- 物理学賞：ピーター・ヒッグス、フランソワ・アングレール
- 化学賞：マーティン・カープラス、マイケル・レヴィット、アーリー・ワーシェル
- 生理学・医学賞：ランディ・シェクマン、ジェームス・ロスマン、トーマス・スードフ
- 文学賞：アリス・マンロー
- 平和賞：化学兵器禁止機関
- 経済学賞：ユージン・ファーマ、ラース・ハンセン、ロバート・シラー